# Lieutenant Pigeon
Lieutenant Pigeon ist eine britische Popgruppe aus Coventry, die vor allem in den frühen 1970er Jahren durch ihren Nummer-eins-Hit Mouldy Old Dough kurzen Ruhm genoss.

## Bandgeschichte

### Stavely Makepeace
Rob Woodward (Keyboard) und Nigel Fletcher (Schlagzeug) waren Schulfreunde und hatten schon in den frühen 1960er Jahren zusammen Musik gemacht. Als sie sich 1968 wieder trafen, beschlossen sie, gemeinsam ein Aufnahmestudio für Demobänder einzurichten. Robs Mutter Hilda, ausgebildete Pianistin und Klavierlehrerin, stellte dazu einen Raum in ihrer Doppelhaushälfte in Coventry zur Verfügung. Ein paar Freunde kamen dazu und die Band Stavely Makepeace entstand.
1969 veröffentlichte die Gruppe ihre Debütsingle I Wanna Love You Like a Mad Dog beim Label Pyramid Records. Das Line-up zu dieser Zeit: Woodward, Fletcher sowie Don Ker (Gitarre) und Pete Fisher (E-Bass). Das Lied wurde im Radio gespielt, jedoch kein Hit, aber bekannt dafür, die kürzeste B-Seite zu haben, die es bis dato gab, nämlich das nur 32 Sekunden lange Werk Greasy Haired Woman.

### Musikalische Experimente
1970 kam Gitarrist Steve Tayton zur Band, der auch Holzblasinstrumente spielte. Bassist Steve Johnson ersetzte Pete Fisher. Die fünf setzten die musikalischen Experimente mit dem Demoaufnahmestudio in Hildas Haus fort. Im Frühjahr veröffentlichten sie die Single Edna bei Concord Records – wieder kein offizieller Charthit; aber Edna brachte Staveley Makepeace erstmals ins Fernsehen (zu Top of the Pops) und erreichte in der Hitparade des Melody Maker Platz 46. Zwei weitere Singles bei Concord folgten, die wenig Spuren hinterließen.
Eine der B-Seiten war ein Instrumentalstück. Woodward und Fletcher kamen auf die Idee, weitere einzuspielen. Dies geschah mit zwei Klavieren, Bass und Schlagzeug. Doch diese Instrumentalstücke sollten nicht unter dem Bandnamen erscheinen – das Pseudonym Lieutenant Pigeon wurde erfunden. Die zweite Klavierspielerin dieser Band war Robs Mutter Hilda.

### Der Nummer-eins-Hit
Woodward/Fletcher wandten sich mit den Aufnahmen an Decca Records. Dort gefiel die Idee und die Plattenfirma wählte Mouldy Old Dough als erste Singleveröffentlichung. Der Titel (auf Deutsch: „Gammliger alter Teig“) war völlig ohne Bedeutung, nur eine akustische Assoziation an die „vo-dee-o-do“ Gesangsharmonien von Jazznummern der 1920er und 1930er Jahre. (Dough kann allerdings auch für „Knete“ im Sinne von Geld stehen – so könnte der Titel auch auf die damals aktuelle Umstellung der britischen Pfund-Währung auf das Dezimalsystem gemünzt gewesen sein.) Im Frühjahr 1972 kam die Single auf den Markt und fand zunächst keinen Anklang. Die Aktionen der Hauptband Staveley Makepeace liefen parallel weiter, aber auch deren neue Single war wieder kein Erfolg.
Doch seit dem Frühjahr 1972 hatte ein belgischer Fernsehsender Mouldy Old Dough als Erkennungsmelodie benutzt. Tausende wollten diese Musik, die Single kam in Belgien in die Läden und kletterte im Sommer in die Top Ten der dortigen Hitparade. Die Single wurde nun auch in Großbritannien neu herausgebracht. Im September war sie in den Top 20 und am 10. Oktober 1972 erklomm sie den Chartgipfel, auf dem sie vier Wochen blieb.
Auch in Deutschland, Dänemark, der Schweiz, den Niederlanden, Spanien, Japan, Australien, Kanada, Hongkong und noch einigen Ländern mehr kam Lieutenant Pigeon in die Charts. Insgesamt wurden mehr als 2.000.000 Exemplare verkauft; in Großbritannien war Mouldy Old Dough die zweitbestverkaufte Single des Jahres 1972 nach Amazing Grace von den Royal Scots Dragoon Guards. Rob Woodward und Nigel Fletcher erhielten für das von ihnen geschriebene Stück den Ivor Novello Award für das Songwriting.

### Back to Normal
Die Band wollte die mittlerweile fast 60 Jahre alte Hilda keinem Tourstress aussetzen, so dass Liveauftritte eher wohldosiert blieben. Die Nachfolgesingle, Desperate Dan, erreichte dennoch Platz 17 der britischen Charts. Doch damit war Schluss; weitere Aufnahmen, wie eine bemerkenswerte Interpretation von I’ll Take You Home Again, Kathleen, die Nummer 2 in Australien wurde, schafften es in der Heimat nicht mehr in die Hitparade. Allerdings hatte die Band vor allem in den Beneluxstaaten und Australien auch in den Jahren darauf treue Fans.
1978 wurde die letzte Originalsingle Bye Bye Blackbird veröffentlicht und Lieutenant Pigeon gab im September 1978 in Luxemburg das letzte Konzert. Auch Stavely Makepeace veröffentlichte bis 1983 immer wieder Schallplatten, ohne weitere Erfolge zu erzielen. Fletcher und Woodward widmeten sich danach Studioproduktionen für den kommerziellen Hörfunk.
Hilda Woodward starb am 22. Februar 1999 im Alter von 85 Jahren.
Steve Johnson erweckte den Namen Lieutenant Pigeon 1989 mit neuen Musikern zu neuem Leben. Obwohl Johnson die Band dann wieder verließ, tourte weiter eine Gruppe dieses Namens (ohne eines der Originalmitglieder) durch alle Welt, um die alten Songs zum Besten zu geben. 2001 schloss sich Woodward dieser Band wieder an. Er tourt auch 2006 noch mit Chris Allen (ehemals The Animals, Denny Laine Band), Simon Van Downham (Ex-Mindbenders, Thin Lizzy) und Geoff Hammond (Ex-Easybeats, Denny Laine Band). Gelegentlich macht auch Pete Barton (Ex-Mindbenders) mal mit, 2006 Sänger der Animals.

## Bandmitglieder

### 1972
- Rob(ert) Woodward – Keyboards
- Steve Johnson – Bass
- Nigel Fletcher – Schlagzeug
- Hilda Woodward – Keyboards

### 2006
- Rob(ert) Woodward – Keyboards
- Chris Allen – Bass
- Simon Van Downham – Gitarre
- Geoff Hammond – Schlagzeug

## Diskografie

### Alben
- 1973: Mouldy Old Music
- 1973: I’ll Take You Home Again Kathleen
- 1973: Pigeon Pie
- 1974: Pigeon Party
- 1998: Mouldy Old Dough (Kompilation)
- 2001: The Best of Lieutenant Pigeon (Kompilation)
- 2004: The Scrap Iron Rhythm Revue (als Stavely Makepeace)

### Singles
- 1972: Mouldy Old Dough
- 1972: Desperate Dan
- 1973: … And the Fun Goes On
- 1973: Creativity
- 1973: Oxford Bags
- 1974: I’ll Take You Home Again Kathleen
- 1974: You Are My Heart’s Delight
- 1974: Dein ist mein ganzes Herz
- 1974: The Blue Danube
- 1975: Rockabilly Hot Pot
- 1976: Good-Bye (From the White Horse Inn)
- 1976: The Grandfather Clock
- 1976: I’ll Sail My Ship Alone
- 1977: Spangles
- 1978: Disco Bells
- 1978: Bye Bye Blackbird
- 1981: Bobbing Up and Down Like This

#### Als Stavely Makepeace
- 1969: (I Wanna Love You Like A) Mad Dog
- 1969: Reggae Denny
- 1970: Edna (Let Me Sing My Beautiful Song)
- 1970: Smokey Mountain Rhythm Revue
- 1971: Give Me That Pistol
- 1972: Walking Through the Blue Grass
- 1972: Slippery Rock 70’s’
- 1973: Prima Donna
- 1973: Cajun Band
- 1974: Runaround Sue
- 1977: Baby Blue Eyes
- 1978: No Regrets
- 1979: Coconut Shuffle
- 1980: Songs of Yesterday
- 1983: Just Tell Her Fred Said Goodbye